# Sobór św. Paraskiewy, Spotkania Pańskiego i św. Jerzego w Jassach
Sobór św. Paraskiewy, Spotkania Pańskiego i św. Jerzego – prawosławny sobór katedralny w Jassach, przy bulwarze Stefana Wielkiego, katedra metropolii Mołdawii i Bukowiny Rumuńskiego Kościoła Prawosławnego.

## Historia
Na miejscu zajmowanym obecnie przez świątynię znajdowały się wcześniej dwie cerkwie (XV-wieczna Biała Cerkiew i XVII-wieczna cerkiew Spotkania Pańskiego). Inicjatorem budowy monumentalnego soboru katedralnego, który zastąpiłby dotychczasowy sobór św. Jerzego w Jassach, był metropolita Mołdawii Beniamin, którego projekt został zaakceptowany przez hospodara Mołdawii Jana Sturdzę w 1826. W 1833, już po śmierci hospodara, biskup Beniamin położył kamień węgielny pod budowę obiektu sakralnego. Autorami projektu budynku byli wiedeńscy architekci Johann i Gustaw Freiwald. Dziewięć lat po rozpoczęciu budowy metropolita Beniamin po konflikcie z kolejnym władcą Mołdawii Michałem Sturdzą musiał odejść z urzędu, co doprowadziło do zatrzymania prac nad soborem. Drugim powodem przerwania budowy były problemy z wykończeniem przewidywanego przez projekt wysokiego stropu. Przez czterdzieści lat nieukończony budynek stał porzucony. W 1880 nieukończone sklepienie zawaliło się. 
Do wznowienia i ukończenia prac nad budową soboru doprowadził metropolita Mołdawii Józef, powołany na ten urząd w 1875. Alexandru Orascu przygotował nowy projekt budynku, przewidujący wzniesienie trójnawowej bazyliki z czterema wieżami w narożnikach, bez centralnej kopuły. W 1887 budowa została ukończona. Dekorację wnętrza obiektu wykonał Gheorghe Tattarescu. 23 kwietnia tego samego roku sobór został wyświęcony przez metropolitę Józefa, w asyście dwunastu innych biskupów, w obecności króla Rumunii Karola I i królowej Elżbiety. 
Dwa lata później do soboru wniesiono relikwie św. Paraskiewy, przechowywane od XVII w. w sąsiednim monasterze Trzech Świętych Hierarchów. W soborze pochowano również metropolitę Beniamina, inicjatora jego budowy. 
W latach 1902–1905 i 2007–2017 budynek został gruntownie odremontowany.

## Architektura

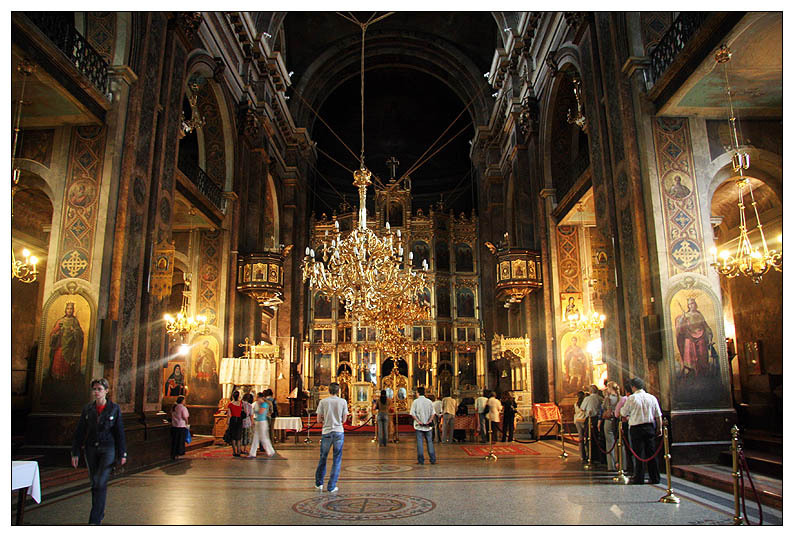
Wnętrze soboru

Sobór został wzniesiony w stylu eklektycznym, z elementami neoklasycystycznymi (w tym stylu utrzymany był pierwszy projekt), neobarokowymi i neorenesansowymi. Inspiracją dla architektów była sztuka włoska, w szczególności kościół Trinita dei Monti w Rzymie, a także kościoły Austro-Węgier.
Dekoracja malarstwa autorstwa Tattarescu łączy rumuńską tradycję z wpływami zachodnimi, zwłaszcza malarstwem włoskim, które artysta poznawał podczas studiów na Academia di San Luca w Rzymie. Ikonostas w cerkwi wykonał Ioan Babic, zaś witraże w oknach świątyni powstały w Monachium.